# Múscul elevador comú de l'ala del nas i del llavi superior
El múscul elevador comú de l'ala del nas i del llavi superior (musculus levator labii superioris alaeque nasi) és un múscul de la cara i contribueix a l'expressió facial. Està situat a la part lateral del nas i té la forma d'una cinta prima.
S'insereix en l'apòfisi orbitaria interna frontal, per baix, en la pell de la part posterior de l'ala del nas i en la del llavi superior.
És innervat per la branca temporofacial del nervi facial.
La seva acció és elevar el llavi superior i l'ala del nas (obre els narius)